# Stewart Menzies
Pour les articles homonymes, voir Menzies.
Major-général Sir Stewart Graham Menzies (30 janvier 1890 – 29 mai 1968) était chef du MI6 (SIS), Secret Intelligence Service anglais, de 1939 à 1952, pendant et après la Seconde Guerre mondiale.

## Jeunesse, Famille
Stewart Graham Menzies est né à Londres, il est le second fils de John Graham Menzies et Susannah West Wilson, fille d'Arthur Wilson propriétaire du Tranby Croft (en). Son grand-père, Graham Menzies, était un distillateur de whisky qui aida à établir un cartel et fit de gros profits. Ses parents devinrent amis d'Édouard VII qui, selon la rumeur de l'époque, était le père de Menzies, mais ce n'était probablement pas le cas. Menzies était le neveu de Robert Stewart Menzies (en). Mais le père de Menzies était un débauché, et n'a jamais établi une carrière solide. Ayant gaspillé sa part de l'argent de sa famille, il mourut de la tuberculose en 1911 vers 50 ans, laissant seulement un maigre héritage.
Menzies fut éduqué au collège d'Eton, il devint président de la société étudiante Pop, et obtint son diplôme en 1909. Il excella en sport, chasse et course. Il gagna des prix pour ses études en langues, et était considéré par tous comme un excellent étudiant.

## Carrière Militaire

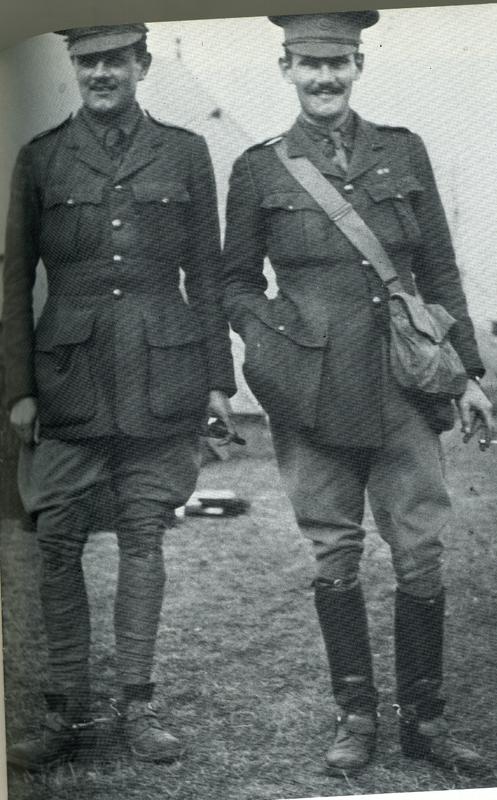
Keith et Stewart Menzies. Les deux fils aînés de Lady Susannah Holford, 1914.

### Life Guards
Après Eton, il rejoint le régiment des Grenadier Guards en tant que sous-lieutenant. Un an plus tard, il fut transféré au régiment des Life Guards, et promu lieutenant puis officier d’ordonnance en 1913.

### Première Guerre mondiale
Pendant la Première Guerre mondiale, Menzies sert en Belgique. Il est blessé à Zandvoorde en octobre 1914, et se bat durant la première bataille d'Ypres, en novembre 1914. Menzies est promu capitaine le 14 novembre, et reçoit l'ordre du Service distingué des mains du roi George V le 2 décembre.

### Entré dans l'Intelligence Service
Le régiment de Menzies est décimé au combat en 1915, ayant souffert de lourdes pertes durant la deuxième bataille d'Ypres. Menzies est sérieusement blessé lors d'une attaque au gaz en 1915, et est libéré de ses obligations du service actif. Il rejoint alors le contrespionnage dans la section du Field marshal Douglas Haig, le commandant britannique. Plus tard, en 1917, il rapporta au haut commandement anglais que les renseignements du général de brigade John Charteris étaient fondés sur des estimations, ce qui conduisit à la démission de Charteris. Menzies fut promu major avant la fin de la guerre.

## MI6
Après la fin de la guerre, Menzies entra au MI6 (aussi connu sous le nom de SIS). Il était membre de la délégation anglaise de 1919 à la conférence de paix de Paris. Peu après, Menzies est promu lieutenant-colonel. Au MI6, il devint assistant du directeur du renseignement, l'amiral Hugh Sinclair, lui-même nommé directeur général du MI6 en 1924, faisant ensuite de Menzies son adjoint en 1929, pour être promu colonel peu de temps après.
En 1924, Menzies aurait été impliqué — au côté de Sidney Reilly — dans la fabrication de la lettre de Zinoviev. Cette fabrication est considérée comme ayant été l'instrument de la victoire du Parti conservateur aux élections en 1924.

## Chef du MI6
En 1939, à la mort de l'amiral Sinclair, Menzies est nommé chef du SIS. Il élargit alors les services de renseignement et de contre-espionnage en temps de guerre et supervise les efforts de cassage de code de Bletchley Park, supervisant le travail du cryptanalyste et mathématicien Alan Turing. Avant la Seconde Guerre mondiale, le SIS était une branche relativement mineure et sans influence du gouvernement britannique, à cause de pressions budgétaires après la Première Guerre mondiale et pendant les années 1930 de la Grande Dépression.

### Supervision du décryptage
Au début de la Seconde Guerre Mondiale, le SIS commence à s'étendre. Menzies insiste sur l'importance du cassage des codes, que cela donne un immense pouvoir et une influence qui peut être utilisée judicieusement. En utilisant Ultra, le matériel collecté par le Government Communications Headquarters, pour la première fois, le MI6 devient une importante branche du gouvernement. La brèche de la machine Enigma donne à Menzies et son équipe un énorme avantage sur la stratégie d'Adolf Hitler, ceci demeurant un secret, non seulement pendant toute la guerre, mais jusqu'en 1974. Le livre de Frederick Winterbotham (en) en 1974, The Ultra Secret, finit par lever le secret. Les nazis avaient des soupçons, mais pensaient qu'Enigma était incassable, et ils ne surent jamais pendant la guerre que les Alliés lisaient leurs messages. Menzies garda le Premier ministre Winston Churchill informé quotidiennement des décryptages, et les deux travaillèrent ensemble pour assurer que les ressources financières soient affectées à la recherche et à l'amélioration des technologies de Bletchley Park, pour garder une longueur d'avance sur les codes des nazis. En 1945, ils employaient environ 10 000 personnes. Les efforts à Bletchley Park furent décisifs dans la bataille de l'Atlantique, qui menaça sérieusement les bateaux transatlantiques, particulièrement pendant la première moitié de 1943. L'Angleterre, qui était coupée de l'Europe après 1940, était quasiment dépendante de l'Amérique du Nord pour survivre. L'accès à Ultra était d'une importance vitale pour la bataille de Normandie qui mena au Débarquement de Normandie en juin 1944.
Menzies  a été suspecté d’être impliqué dans l'assassinat de François Darlan, le commandant militaire de Vichy, qui se rallia aux Alliés en Algérie. L'historien anglais David Reynolds nota dans son livre que Menzies — qui quittait rarement l'Angleterre pendant la guerre — était à Alger vers la période où il a été tué, rendant son implication probable. En outre, l'assassin de Darlan, La Chapelle, a été membre d'un groupe de résistants dirigé par Henri d'Astier de La Vigerie. Comme Darlan était une source de renseignement des Alliés, les motivations de Menzies restent floues.
Menzies fut promu major-général en janvier 1944. Il soutint la résistance allemande contre le nazisme, comme Wilhelm Canaris, le cerveau de l'anti-nazisme d'Abwehr, en Allemagne. Le Premier ministre Winston Churchill était à la fois tenu informé de ses efforts de guerre, ainsi que des exploitations tactiques de la résistance nazie. Menzies coordonna les opérations avec le SOE (il les considérait comme des « amateurs »), BSC, OSS et de la France libre.

## Après la Seconde Guerre mondiale
Après la guerre, Menzies réorganisa le SIS pour la guerre froide. Il absorba le SOE. Il dut affronter un scandale interne au SIS après la révélation qu'un éminent officier du SIS, Kim Philby, était en fait un agent du KGB. Cela arriva cependant après que Menzies se soit retiré.
Après 43 ans de service dans l'armée britannique, Menzies se retira à Luckington Wiltshire à 62 ans, en 1952. Menzies était adepte des intrigues bureaucratiques, une nécessité pour un homme dans sa position, mais ses efforts en tant que « C » ont eu un rôle majeur dans la victoire de la Seconde Guerre mondiale. Pour preuve, il eut 1 500 réunions avec le Premier Ministre Winston Churchill pendant la guerre.

## Mariages
Son premier mariage eut lieu en 1918 avec Lady Avice Ela Muriel Sackville, fille de Gilbert Sackville et de Lady Muriel Agnes Brassey, elle-même fille de Thomas Brassey. Ils divorcèrent en 1931, lorsqu'elle le quitta pour un autre homme.
Il épousa sa seconde femme, Pamela Thetis Beckett (morte le 13 mars 1951), fille de Rupert Evelyn Beckett et de Muriel Helen Florence Paget, elle-même fille de Lord Berkeley Charles Sydney Paget, le 13 décembre 1932. Elle fut invalide pendant de nombreuses années, souffrant de dépression et d'anorexie, mais lui donna son seul enfant, Fiona, en 1934.
Son troisième mariage eut lieu en 1952 avec Audrey Clara Lilian Latham (né en 1899). Stewart et Audrey avaient tous les deux plus de 50 ans au moment de leur mariage, ils avaient chacun leur domaine, et vivaient la plupart du temps séparés, mais se voyant à Londres chaque mercredi pour dîner. De son troisième mariage, il eut 2 belles-filles, Pamela Buxton et Sara Hanbury. Anthony Cave Brown (en) rapporta aussi que Menzies eut une liaison avec l'une de ses secrétaires, qui prit fin à sa retraite en 1952 , ladite secrétaire essayant alors de se suicider à ce moment-là.
Menzies mourut le 29 mai 1968.

## Dans la culture populaire

### Cinéma
- En 2014, Menzies apparaît dans The Imitation Game, il est joué par Mark Strong.

### Bande dessinée
- Steward Menzies apparaît dans le tome 5 de la bande dessinée Tigresse Blanche, intitulé L'Année du phénix. Il y est un antagoniste puisque les services britanniques qu’il dirige y traquent les Tigresses blanches, dont l’héroïne de la série, Alix.

- Menzies apparaît brièvement dans Le Bâton de Plutarque de la bande-dessinée Blake et Mortimer en tant que directeur de l'IS.